# Manresa (higo)
Manresa es un cultivar de higuera de tipo higo común Ficus carica, bífera (con dos cosechas por temporada, brevas e higos de otoño), con higos de epidermis con color de fondo azul oscuro, y con sobre color morado negruzco, presentando varias manchas pequeñas blancas perceptibles a simple vista. Se cultiva en la colección de higueras de Montserrat Pons i Boscana en Llucmajor, Islas Baleares.

## Sinonimia
- “sin sinónimo”,[4][6][7]

## Historia
Actualmente la cultiva en su colección de higueras baleares Montserrat Pons i Boscana, rescatada de unos ejemplares o higueras madres localizadas en el predio "son Trobat" del término de Algaida y en el predio "son Cardell" del término de Llucmajor. Es una de las higueras bíferas más tempranera del cultivo del agro mallorquín, siendo las brevas muy codiciadas por ser las primeras. La cosecha no es muy prolífica, pero tanto las brevas como los higos son grandes y vistosos.
La variedad 'Manresa' es originaria de entre Llucmajor y Algaida, citada por Bartomeu Font i Obrador en la Historia de Llucmajor, cultivada por sus antepasados en el predio de "son Cardell", perteneciente a su familia desde tiempo inmemorial. En Llucmajor se conoce otra variedad también llamada 'Manresa' que no tiene nada que ver con esta variedad, pero sin embargo es conocida y se cultiva en la zona de Llucmajor.

## Características
La higuera 'Manresa' es una variedad bífera de tipo higo común. Árbol de vigorosidad mediana-alta y buen desarrollo, copa redondeada poco densa de follaje, con una nula emisión de rebrotes. Sus hojas son de 3 lóbulos en su mayoría, menos de 1 lóbulo. Sus hojas con dientes presentes márgenes ondulados. 'Manresa' tiene mucho desprendimiento de higos, con un rendimiento productivo mediano y periodo de cosecha medio-alto. La yema apical cónica de color verde amarillento.
Los frutos de la higuera 'Manresa' son higos de un tamaño de longitud x anchura:40 x 74mm, con forma ovoidal tanto en brevas como en higos, que presentan unos frutos muy grandes, asimétricos en la forma, uniformes en las dimensiones, de unos 72,750 gramos en promedio, cuya epidermis es de un grosor delgado, de textura fina, de consistencia dura, color de fondo azul oscuro, y con sobre color morado negruzco, presentando varias manchas pequeñas blancas perceptibles a simple vista. Ostiolo de 3 a 5 mm con escamas pequeñas marrón oscuro. Pedúnculo de 4 a 7 mm cilíndrico verde marrón. A mediados de la maduración tiene el cuello muy estirado, y a medida que va madurando se va ensanchando hasta el final que se convierte completamente redondeado hasta la unión al peciolo. Grietas longitudinales gruesas muy escasas. Costillas marcadas. Con un ºBrix (grado de azúcar) de 20 de sabor no demasiado dulce, sabroso, con color de la pulpa rosada. Con cavidad interna mediana a grande, con numerosos aquenios grandes. Los frutos maduran con un inicio de maduración de las brevas el 4 de junio, los higos sobre el 10 de agosto a 16 de septiembre. Cosecha con rendimiento productivo mediano, y periodo de cosecha medio-alto.
Se usa en alimentación humana en fresco, así como en alimentación para el ganado. Mediana facilidad de pelado así como de abscisión del pedúnculo. Muy resistente al transporte, al desprendimiento del árbol cuando madura, a los accidentes climáticos, y a la apertura del ostiolo.

## Cultivo
'Manresa', se utiliza en alimentación humana en fresco, también en alimentación animal. Se está tratando de recuperar de ejemplares cultivados en la colección de higueras baleares de Montserrat Pons i Boscana en Llucmajor.